# 圣乔治德博翁
圣乔治德博翁（法語：Saint-Georges-de-Bohon，法語發音：[sɛ̃ ʒɔʁʒ də bɔɔ̃]）是法国芒什省的一个旧市镇，属于圣洛区。2016年，圣乔治德博翁与市镇桑特尼合并为新市镇土地沼泽村。

## 地理
圣乔治德博翁（49°15'2"N, 1°16'10"W）面积13.96 平方千米，位于法国诺曼底大区芒什省，该省份为法国西北部沿海省份，西、北、东北三面环大西洋，东起顺时针与卡爾瓦多斯省、奧恩省、马耶讷省和伊勒-维莱讷省接壤。
与圣乔治德博翁接壤的市镇（或旧市镇、城区）包括：奥克赛、卡朗唐莱马赖、梅欧蒂、格赖涅地区蒙马丹、圣安德烈德博翁、圣伊莱尔珀蒂维尔、土地沼泽村、卡朗唐、卡朗唐莱马赖。
圣乔治德博翁的时区为UTC+01:00、UTC+02:00（夏令时）。

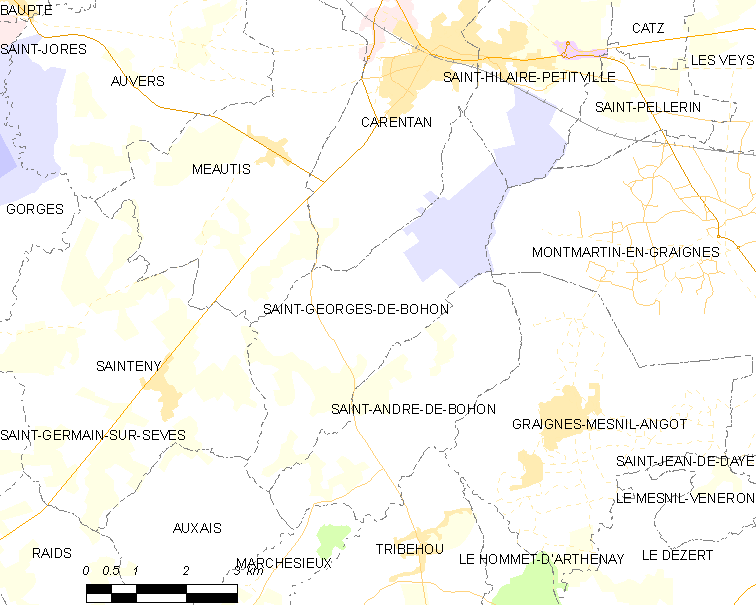
圣乔治德博翁的OSM定位图

## 行政
圣乔治德博翁的邮政编码为50500，INSEE市镇编码为50470。

## 政治
圣乔治德博翁所属的省级选区为卡朗唐莱马赖县。

## 人口

1962-2008年间圣乔治德博翁人口变化图示

圣乔治德博翁于2018年1月1日时的人口数量为412人。